# ミナス・ジェライス級戦艦
| ミナス・ジェライス級戦艦                           | ミナス・ジェライス級戦艦 |
| -------------------------------------------------- | --- |
| 写真は1910年初期、就役直後の「ミナス・ジェライス」 | |
| 性能諸元 （ ）内は改装後のミナス・ジェライス       | |
| 排水量                                             | 常備：14,700トン（19,281トン） 満載：21,200トン |
| 全長                                               | 165.5m |
| 水線長                                             | 161.5m |
| 全幅                                               | 25.3m |
| 吃水                                               | 7.6m（常備） 8.58m（満載） |
| 機関                                               | バブコック＆ウィルコックス式石炭専焼水管缶18基に換装） ＋三段膨脹式四気筒レシプロ機関2基2軸推進 （ソーニクロフト式重油専焼水管缶6基 +パーソンズ式直結タービン2基2軸推進）                                                      |
| 最大出力                                           | 通常時：23,500hp 公試時25,500hp （30,000hp） |
| 最大速力                                           | 21ノット （22ノット） |
| 航続距離                                           | 10ノット/10,000海里 |
| 乗員                                               | 900名（1,200名） |
| 兵装                                               | 1908年型 30.5cm（45口径）連装砲6基 12cm（50口径）単装速射砲22基 76mm（40口径）単装砲2基 オチキス 4.7cm（43口径）単装機砲8基 |
| 装甲                                               | 舷側：229mm（主装甲帯）、152mm～102mm（艦首尾部） 甲板：30mm～52mm 主砲塔：229mm（前盾）、203mm（側盾）、70mm（天蓋） バーベット部：305mm（前盾）、203mm（後盾） 副砲ケースメイト部：229mm 司令塔：203mm（側盾）、76mm（天蓋） |

ミナス・ジェライス（Minas Gerais）級戦艦とはブラジル海軍が南アメリカ諸国で最初に購入した弩級戦艦の艦級で竣工時は世界最強の弩級戦艦であった。ミーナ・ジェライス級とも呼ばれる。

## 概要

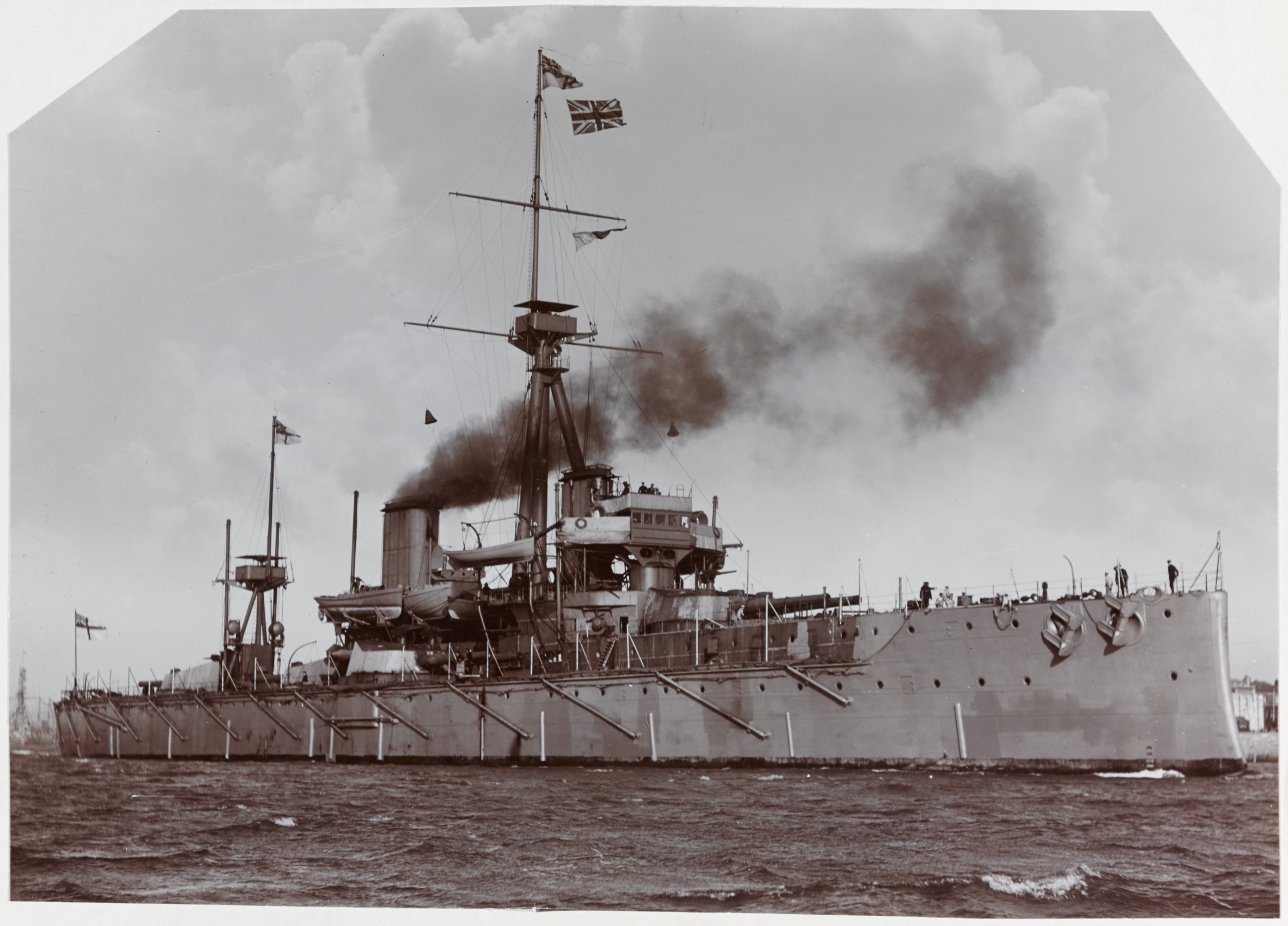
1923年の本級のモデルとなったイギリス海軍の「ドレッドノート」。

1904年度に定められたブラジルの海軍拡張計画は、前弩級戦艦3隻･装甲巡洋艦3隻・駆逐艦6隻・水雷艇12隻を整備するという、大規模なものであった。その後、計画案を修正している間の1908年にイギリス海軍が世界に先駆けて建造した「ドレッドノート」を就役させたことで海軍拡張計画は大きく変更された。
同艦の就役により、今まで列強各国が整備していた「主力艦」が時代遅れの産物になると共に、この「ドレッドノート」と同型式の艦を早期に整備すれば、ブラジルのような中小国家の海軍でも列強海軍と対等の戦力を保有できる事を意味していたのである。このためブラジルは南米諸国に先駆けて弩級戦艦2隻を整備する方針を定め、設計をイギリスのアームストロング社に依頼し、1番艦「ミナス･ジェライス」はアームストロング社のエルスウィック造船所で、2番艦「サン・パウロ」はヴィッカース社のバロー・イン・ファーネス造船所で建造されている。
特筆すべきは主砲塔を艦体の前後甲板上に背負い式で2基ずつ配置した設計である。この時期に、主砲塔を艦の前後に背負い式配置したのは珍しく、他国ではアメリカ海軍の「サウスカロライナ級」があるくらいである。この配置により首尾線方向へは最大で8門、左右舷側方向へは10門の強力な火力を発揮できたのだが、意外にも建造国のイギリス海軍の弩級戦艦では主砲塔は甲板上に直に置く配置方法が一般的で、1911年竣工の「ネプチューン級」でさえ、後部のみ背負い式で、艦首方向は主砲塔1基だけで背負い式の採用は慎重であった。これは、排水量が2万トンにも満たない、幅の狭い小さな船型で主砲塔を背負い式配置にすると、外洋航行時に高所に置かれた主砲塔が重心バランスを狂わせ、これによって生じる横揺れが、砲の散布界を増大させることを懸念したためであった。
この時期のアメリカ海軍と南アメリカ諸国海軍が背負い式配置を採用できたのは、両海軍が主として波の穏やかな沿岸部での戦闘を想定していたからである。

## 艦形

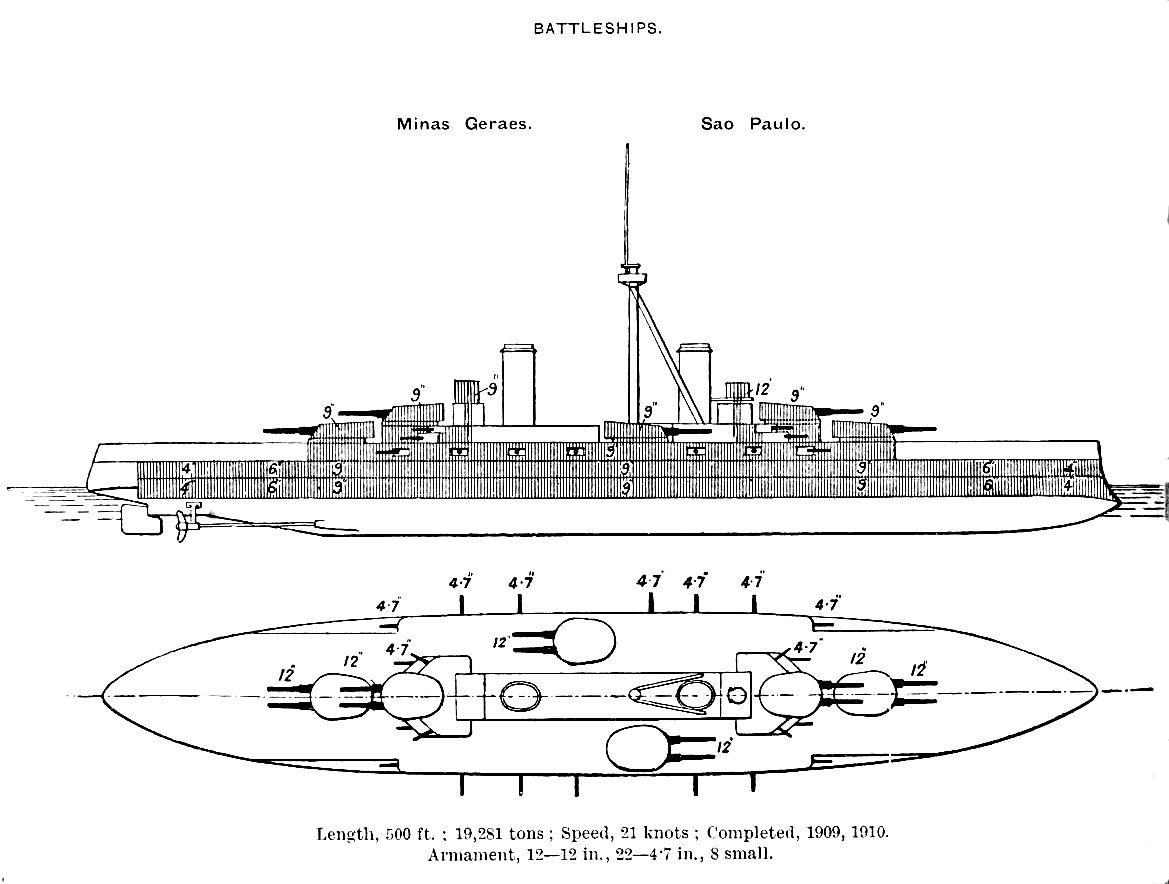
1923年の本級の武装・装甲配置を示した図。

本級の基本設計を「ドレッドノート」に採っていたが、船体形状は同世代のイギリス海軍の弩級戦艦が採用していた短船首楼型でなく、工事が容易な平甲板型船体を採用していた。水面下に衝角（ラム）を持つ艦首から艦首甲板上に「1908年型 Mark X 30.5cm（45口径）砲」を連装式の主砲塔に収めて背負い式に2基を配置。艦上構造物のレイアウトは「ドレッドノート」に準じており、司令塔を下部に組み込む操舵艦橋の背後に2本煙突が立ち、その間には後向きの三脚式の前部マストが立つ。この配置のために主マストは前後を煙突に挟まれ事になり、頂上部の見張り所は高温の煤煙の直撃に悩まされた。
煙突の周囲は艦載艇置き場となっており、主マストを基部とするクレーン1基と片舷1基ずつ計2基付いたデリックにより運用された。舷側甲板の中央部には3番・4番主砲塔が前後にオフセットして片舷1基ずつ配置されていたが、艦上構造物があるために反対舷への射撃は不能であった。2番煙突の背後に後部司令塔が設けられ、それを基部として背の低い三脚式の後部マストが立ち、後部甲板上に5番・6番主砲塔が背負い式に2基が配置された。
本級には原型にはない副砲が竣工時からあり、「1909年型 12cm（50口径）速射砲」を艦上構造物の四隅に上下に2基ずつ配置して甲板上に8門を配置、舷側中央部にケースメイト配置で片舷7基を配置していたが端部の4門の首尾線方向の射界を得るために船体を切りかいていた。この武装配置により艦首尾方向に最大で30.5cm砲8門と12ｃｍ砲6門、左右方向に最大で30.5cm砲10門と12cm砲11門を向けることが出来た。

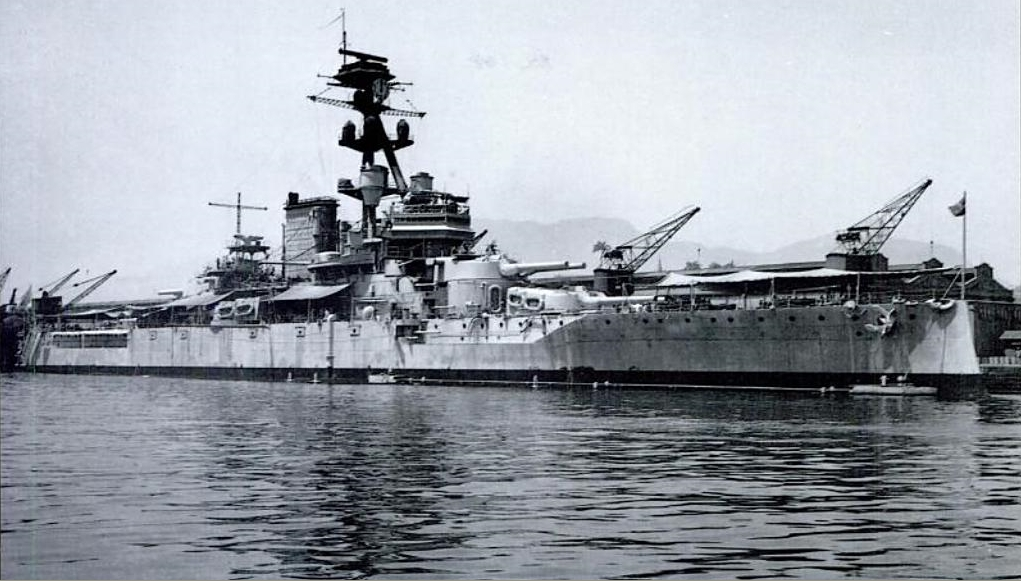
1942年に撮影された「ミナス・ジェライス」。艦橋構造とマスト頂上部が大型化し、マスト上部に射撃方位盤室の上に測距儀を装備してある。砲塔側面部の楕円形の物体はゴムボート。

ネームシップの「ミナス・ジェライス」のみ1920年代に近代化改装を受けており、外見上の相違点では老朽化した主機関を更新した際に、その際に問題があった2本煙突を撤去して主マストの後方に新たに大型の1本煙突に建て替えた点である。
艦橋の背後の煙突が撤去されたために艦橋構造を大型化でき、細かい所では操舵艦橋が測距儀を載せた上下二段となり、前部マスト頂上部の露天であった見張り所は密閉化されて射撃方位盤室が設けられた。
方位盤室の下には僚艦に射撃諸元を指示する時計型のレンジ・クロック（距離時計）が設置された。レンジ・クロックとは本来は測距儀と射撃方位盤で計算した射撃諸言を砲員に視覚的に示すメーターであるが、艦隊行動時に僚艦に敵艦への針路と距離を示す大型の物であった。
主マストの脚には三段の見張り所が設けられ、1段・2段目には探照灯が設置され、3段目は船橋（ブリッジ）化して艦橋と接続されていた。他に後部司令塔上の三脚マストは後部艦橋が設けられた代わりに十字型の簡素なマストに交換された。斉射時に爆風被害の有った艦上構造物の12cm副砲8基は撤去し、船体中央部ケースメイト配置だけの14基に減じられた。

## 武装

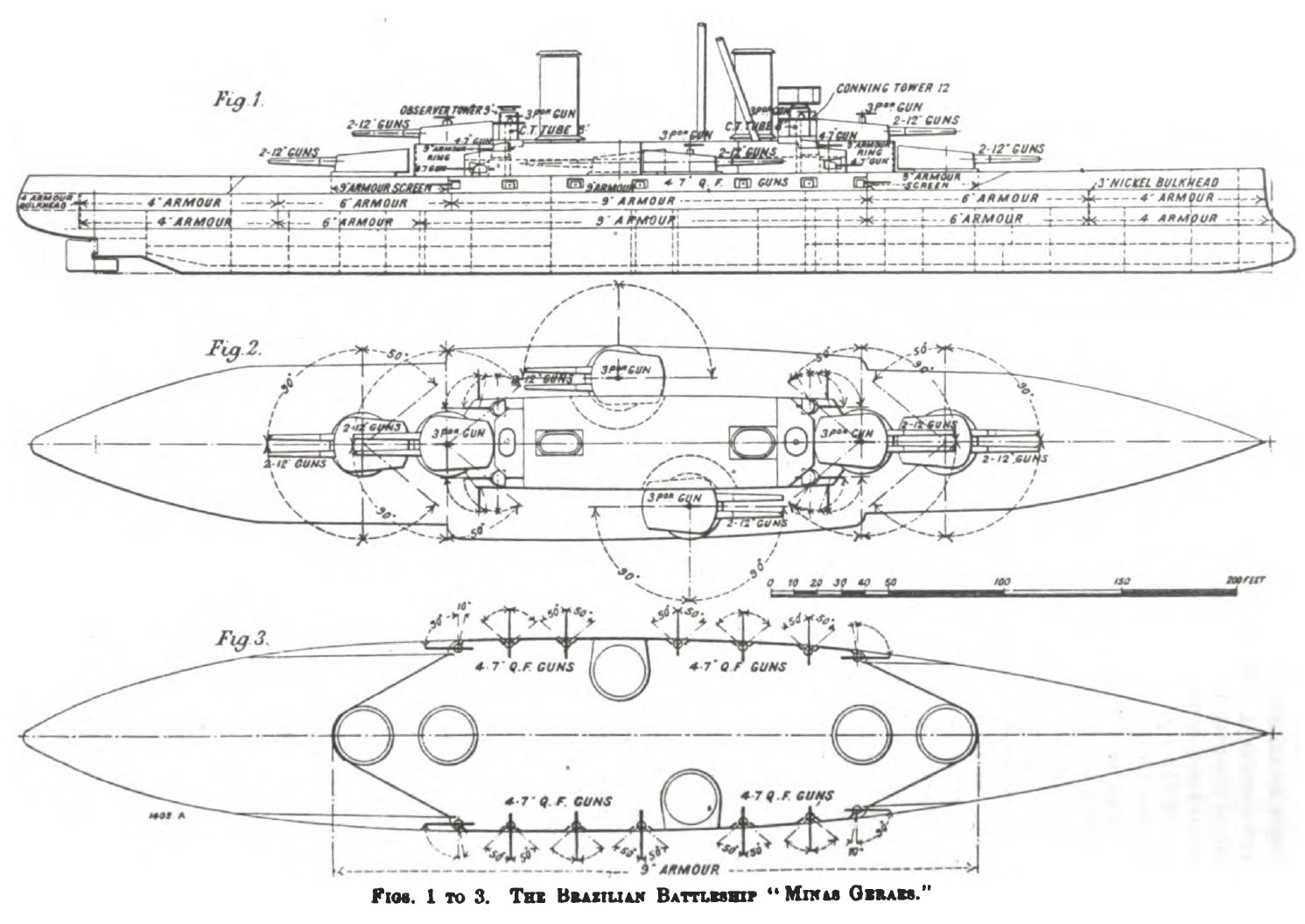
竣工時の本級の武装配置と射撃界を示したイラスト。

### 主砲
本級の主砲には「1908年型 Mark X 30.5cm（45口径）砲」を採用した。この砲は他に、イギリス海軍の準弩級戦艦「ロード･ネルソン級」から弩級戦艦「ベレロフォン級」まで広く採用された優秀砲である。その性能は重量386kgの主砲弾を最大仰角13度で射距離17,236mまで届かせられ、射程9,144mで舷側装甲269mmを貫通できる性能であった。これを連装砲塔に収めて6基を搭載した。砲身の上下角は仰角13度・俯角5度、動力は蒸気ポンプによる水圧駆動であり補助に人力を必要とした。旋回角度は1番・2番・5番・6番主砲塔は左右150度の旋回角が可能で、舷側配置の3番・4番主砲塔は180度の旋回角度が可能であった。装填機構は5度の固定角度装填で発射速度は毎分1.5発であった。
就役後にニューヨーク造船所で「サン・パウロ」は1918年8月から1921年1月にかけて、「ミナス・ジェライス」は1920年8月から1921年10月にかけて新式の射撃照準装置を組み込む工事を行った。1933年に「サン・パウロ」は仰角を13度から20度にアップされた。

### 副砲、その他備砲
元になった「ドレッドノート」が副砲を廃したのに対し、本級は対水雷艇用に副砲として「1909年型 12cm（50口径）速射砲」を採用した。これを単装砲架で22基を搭載した。これは主力艦に駆逐艦や軽巡洋艦を近づけないだけの補助艦艇を持たないブラジル海軍には、主力艦が独力でこれらを排除する必要があったためである。しかし、副砲の口径が当時の軽巡洋艦や駆逐艦の主砲の口径とさほど変らないため、威力不足は否めなかった。他には上部構造物に「1910年型 7.6cm（45口径）速射砲」が2基、対水雷艇用にオチキス 4.7cm（43口径）単装機砲8基が配置された。

## 機関
本級のボイラー缶にはバブコック＆ウィルコックス式石炭専焼水管缶が採用され18基が搭載されたが、推進機関は前弩級戦艦時代と変わらない、三段膨脹式四気筒レシプロ機関2基2軸推進を組み合わせて「ミナス・ジェライス」は公試において27,212馬力、「サン・パウロ」は27,500馬力を発揮して常用出力23,500hpで最大速力21ノットを発揮した。
元になった「ドレッドノート」がタービン機関を採用したのに対し、なぜ本級はレシプロ機関を採用したのかは、登場したばかりのタービン機関は調整や整備には列強海軍でさえも高度な技術力や工廠の能力が必要であるほか、燃費や耐久性についても当時の代物では満足の行くユニットが得られないためであった。そのため、技術的蓄積が豊富で、外地でも整備の可能なレシプロ機関を採用された。なお、同様の理由によりアメリカ海軍は弩級戦艦の時代でもレシプロ機関とタービン機関を交互に採用していた時期がある。
後に1920年代に「ミナス・ジェライス」のみ老朽化した機関をソーニクロフト式重油専焼水管缶6基とパーソンズ式直結タービン2基2軸推進に更新して速力22ノットを得た。この時に煤煙被害があった煙突配置を1本煙突に更新した。航続性能は10ノットで5,350海里と計算された。

## 防御
本級は同世代の弩級戦艦のなかでも特に装甲が薄い。これは、2万トンに満たない小型の船体に、30.5cm砲12門という有力な武装と高速を出す為の多くのボイラー缶を搭載した為に、結果的に防御重量が犠牲になった為である。そのため、他国弩級戦艦の舷側装甲が254mm～279mmの所、本級の舷側装甲は最厚部でも229mmでしかなかった。それでも舷側装甲は水線部に1番主砲塔から6番主砲塔の広範囲にかけて張られ、そこから艦首・艦尾には152mmから末端で102mmに至る水線部装甲が張られた。副砲ケースメイト装甲も最も厚い部分で229mmに達した。
この特徴はイギリスの輸出型戦艦に多く見られ、他にはチリ海軍の「アルミランテ･ラトーレ」やスペイン海軍の「エスパーニャ級」なども舷側装甲は229mmである。

## その後

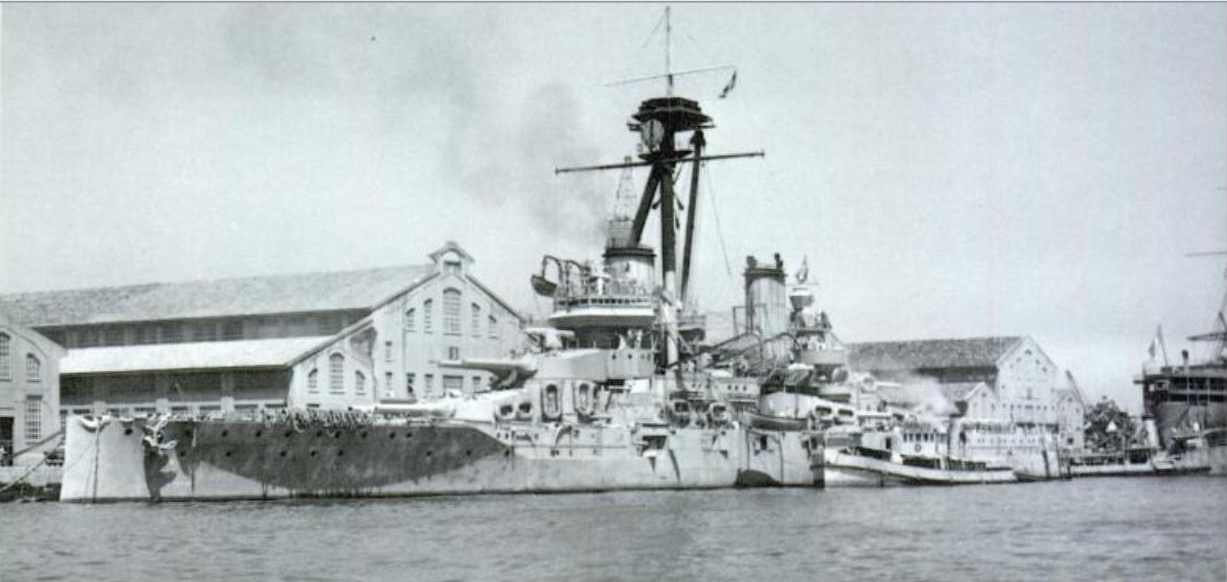
1942年に撮影されたサン・パウロ。竣工時に比べて艦橋構造は大型化したが、マスト上部の見張り所は露天のままで、僚艦に敵艦への射撃諸元を示すレンジ・クロック（距離時計）が前側に装備されたに留まった。

竣工当時は最強の弩級戦艦であった本級だが、アルゼンチンは排水量で凌駕する弩級戦艦「リバダビア級戦艦」をアメリカに発注・建造して対抗した。3番・4番砲塔を梯型配置し12門の主砲は限定的ながら斉射可能であり、また装甲は弩級艦でも最厚クラスの305mm装甲が張られ、速度も22.5ノットで本級を1.5ノット上回っていた。そこでブラジルはさらなる最強の弩級戦艦である主砲門数は弩級戦艦以降の最多の門数である14門を数える「リオデジャネイロ」を発注するも、途中で方針を変えて超弩級戦艦の建造を計画した。しかし、そうするうちにブラジル政府の財政難から建造を断念する事となり、ミナス・ジェライス級戦艦が長きに渡ってブラジル海軍の主力の座を占めた。

## 同型艦
- ミナス・ジェライス
- サン・パウロ

## 参考図書
- 「世界の艦船増刊第22集　近代戦艦史」(海人社)
- 「世界の艦船増刊第83集　近代戦艦史」(海人社)
- 「世界の艦船増刊第30集　イギリス戦艦史」(海人社)
- 「Conway All The World's Fightingships 1906–1921」（Conway）
- 「Conway All The World's Fightingships 1922-1946」（Conway）